# Tipula cylindrostylata
Tipula cylindrostylata är en tvåvingeart som beskrevs av Alexander 1926. Tipula cylindrostylata ingår i släktet Tipula och familjen storharkrankar. Inga underarter finns listade i Catalogue of Life.